# Пино (Арецо)
Пино је насеље у Италији у округу Арецо, региону Тоскана.
Према процени из 2011. у насељу је живело 88 становника. Насеље се налази на надморској висини од 157 м.